# Casa del 18-22 del Carrer de Sant Joan
La Casa del 18 - 22 del Carrer de Sant Joan és un edifici de la vila de Vilafranca de Conflent, a la comarca d'aquest nom, de la Catalunya del Nord.

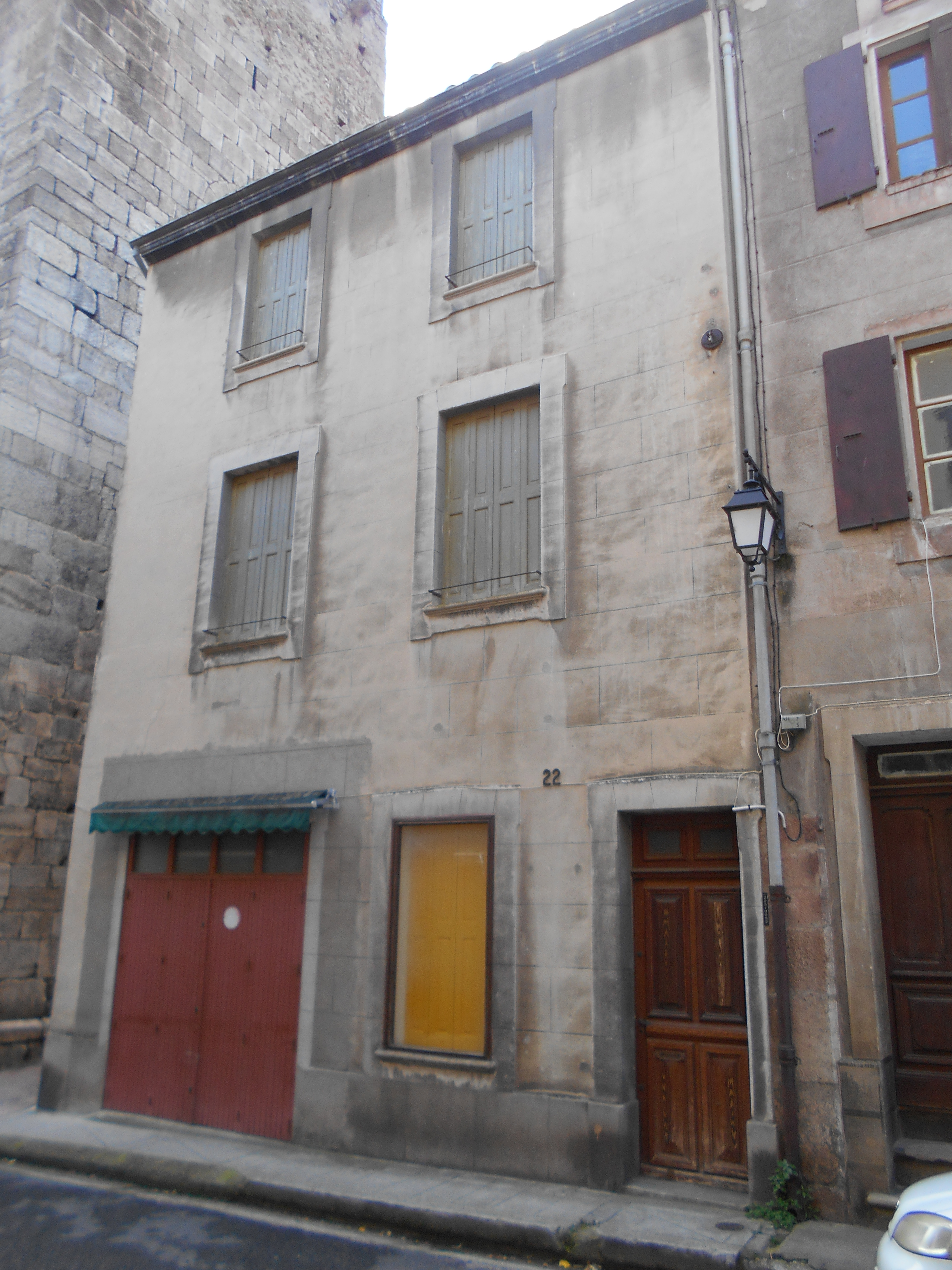
La casa del número 22

Està situada en els números 18 a 22 del carrer de Sant Joan, a la zona central-occidental de la vila. Li correspon els números 142 a 145 del cadastre. És un sol edifici, tot i que exteriorment està subdividit en tres cases, la tercera de les quals de doble amplària. És a l'espai situat entre els dos carrerons que comuniquen el carrer de Sant Joan amb la Plaça de l'Església.
És un edifici molt ample, que en les successives reconstruccions s'ha convertit en tres cases separades. Conserva dos pilars que sostenien tres arcades segmentals amb dintell de fusta; les arestes dels muntants eren aixamfranades.